# 利昂·泰勒
利昂·泰勒（Leon Taylor，1977年11月2日—）是一名英國前跳水運動員。

## 背景
利昂·泰勒出生於英國卓特咸，在當地就讀伯恩塞德學校。在他還是個孩子時，行為有些過動，所以他的父母接受建議將他的精力與熱情引導到運動上。他從兩歲起接觸游泳與體操，並在8歲時開始學跳水。到了11歲時他已經是全國冠軍。利昂‧泰勒在卓特咸休閒中心（Cheltenham Leisure Centre）先後接受戴夫‧透納（Dave Turner）及伊恩‧巴爾（Ian Barr）的訓練直到1996年。他曾協助指導卓特咸跳水俱樂部的丹尼爾‧麥克葛隆（Daniel McGlone）。丹尼爾在9歲時已成為全國冠軍，之後持續在多個國家與國際級賽事取得勝利。

## 跳水職涯
利昂‧泰勒曾代表英國參加三次夏季奥林匹克运动会，而且在他16年的國家代表隊生涯中於所有主要國際錦標賽贏得眾多獎牌。在2004年雅典奧運的跳水比賽，利昂‧泰勒與他的搭檔彼得·沃特菲尔德於男子雙人10公尺高臺項目中獲得銀牌。該面獎牌是自從布萊恩‧菲爾普斯於1960年奪牌以來英國再次獲得的首面奧運獎牌。而在2000年雪梨奧運同個比賽項目中，利昂‧泰勒當時是拿到第四名。
他其餘的成就包含2002年大英國協運動會男子10公尺高臺的銀牌（1998年大英國協運動會同個項目奪得銅牌）以及1999年歐洲游泳錦標賽男子雙人10公尺高臺的銅牌。在國家級賽事上，利昂‧泰勒從1994年到2006年於男子單人與雙人10公尺高臺項目皆為冠軍。
他與其他英國代表隊的成員在谢菲尔德的龐茲佛格國際運動中心的游泳綜合設施接受訓練。
在1998年利昂‧泰勒發明了跳水動作「5255b」：向後翻騰兩周半轉體兩周半屈體。該跳水動作在當時的難度係數為3.8，被視為世上最難的跳水動作。而在2009年更改了規則之後，該跳水動作的難度係數現為3.6。

## 退役與日後生活
雖然利昂‧泰勒原本計畫參加2008年奧運，他卻因為長期以來伴隨著的背部傷害復發而在該年5月宣布退休。
在2006年到2008年之間，利昂‧泰勒完成商業與金融課程，自謝菲爾德哈勒姆大學取得國家高等教育證書（HNC）。

利昂‧泰勒之後成為公眾演說者、節目主持人、會議主持人、BBC評論員與英國代表隊成員的指導員。
2010年，利昂‧泰勒出了一本談論導師制的書籍──《MENTOR - The most important role you were never trained for》。
2013年1月，利昂‧泰勒被提名為獨立電視台名人跳水節目《嘩！》的評審。他在該節目2014公開的第二季再次當評審。利昂‧泰勒原本計畫且預定要和女朋友來場一生難得一次的紐西蘭之旅，但後來因為該節目的關係而放棄。
2016年里約奧運跳水項目中，利昂‧泰勒是BBC實況報導的團隊成員之一。

## 外部連結
- 官方网站
- Official Twitter account（页面存档备份，存于）